# Lozovik (miasto Jagodina)
Lozovik (cyr. Лозовик) – wieś w Serbii, w okręgu pomorawskim, w mieście Jagodina. W 2011 roku liczyła 282 mieszkańców.